# Moo.念平
Moo.念平（ムーねんぺい、1963年7月24日 - ）は、日本の漫画家。本名、武次 宏城。長崎県西彼杵郡出身。主に児童漫画を手がける。
Moo.念平のペンネームは、「ペンネーム」を逆さ読みし名前風に仕立てたアナグラムから。

## 経歴
1984年、九州産業大学在学中に第7回藤子不二雄賞入選作である『おてんば転校生』でデビューを果たす。翌1985年、大学を中退して上京し本格的に漫画家の道を歩み、同年『月刊コロコロコミック』（小学館）にて『太陽犬ゼロ』で初連載。
1986年から1992年まで同じく『月刊コロコロコミック』で『あまいぞ!男吾』を連載し、同作で第36回小学館漫画賞児童向け部門を受賞。
2005年からは『ちゃぐりん』（家の光協会）、2010年からは『思い出食堂』（少年画報社）などを中心に執筆活動を続けている。

## 人物
島本和彦とは『紋次郎が行く！』連載開始時期に編集者を介して知り合い、島本の誘いでまんが甲子園の審査員を第2回大会（1993年）から務めた。また島本同様、コミックマーケットでの同人活動も活発でかつては二次創作を行っていたが、近年はかつて小学館の学年誌で連載した作品を同人誌にまとめ販売しているという。
『あばれはっちゃく』の大ファンであり、『あまいぞ！男吾』の創作につながったという。
PCやスマートフォンといったIT機器を一切所持しておらず、外部とのコンタクトは基本電話またはFAXしかない。

## 作品リスト
- 太陽犬ゼロ（1985年、月刊コロコロコミック） - 2021年、ふしぎコミックス（久志本出版）にて初単行本化（全1巻）
- あまいぞ!男吾（1986年 - 1992年、月刊コロコロコミック、全16巻、完全版全3巻） - 2016年から2017年にかけて『コロコロアニキ』でも新作を連載。
- 紋次郎が行く!（1992年 - 1993、月刊少年キャプテン、全4巻）
- あっかんべー太（1993年 - 1994年、月刊コロコロコミック、全1巻）
- アルカードくん
- 重甲ビーファイター（原作：八手三郎）（1995年 - 1996年、テレビランド、全1巻）
- ビーファイターカブト（原作：八手三郎）（1996年 - 1997年、テレビランド、全1巻）
- こいつはタマラン（1997年 - 1998年、小学二年生）
- マジンカイザー対真ゲッターロボ（1998年、原作：石川賢とダイナミックプロ） - 『不滅のスーパーロボット大全 マジンガーZからトランスフォーマー、ガンダムWまで徹底大研究』収録
- ガメラ3 邪神覚醒（脚本：伊藤和典）（1999年、別冊コロコロコミックSpecial）
- 宅配ビンちゃん（1999年 - 2000年、しんぶん赤旗日曜版、全1巻）
- 全国給食めぐり ごっちゃんデス!（2005年 - 2006年、ちゃぐりん）
- 少年よ、大地をいだけ! どろんこ7（セブン）（2006年 - 2007年、ちゃぐりん）
- 忍者いただき丸（2007年 - 2010年、ちゃぐりん）
- アキバ風雲録 響!（2007年、COMICアキバナ!、デジマ）
- 「山手町探偵クラブ」シリーズ（那須正幹作、金の星社、現在3巻まで）装画・挿絵担当
- モグモグ研究所（2010年 - 2013年、ちゃぐりん）
- Mr.マボロのヨーミテミーヨ（2013年 - 2014年、ちゃぐりん）
- アグリなう！（2014年 - 2015年、ちゃぐりん）
- 山奥妖怪小学校（Moo.念平短編作品集1） - 2021年、ふしぎコミックス（久志本出版）にて単独単行本化（全1巻）
- 見えないミエル（Moo.念平短編作品集2）
- まぼろし天魔（Moo.念平短編作品集3）
- ドはずれ先生 嵐（Moo.念平 ファイト！短編集）、「アニマル ダン」、「ドはずれ先生 嵐」「朝までテツヤくん」
- あまいぞ！男吾・資料集1・2・3ダーッ！
- 漫画誌『トラウママガジン』創刊号の読切として描かれた「だんじて!男児」
- アイアンノヴァ
- けんかめし（思い出食堂）

## パズル制作
趣味は知能パズルで、定番パズル本『頭の体操』のパロディ同人誌『ド頭の体操』を制作したのをきっかけに本家『頭の体操』の著者である多湖輝と知り合い、『頭の体操』の近刊や多湖が監修したクイズゲーム『レイトン教授と不思議な町』などで問題制作者として協力している。

## はちきんガールズ
高知県のローカルアイドル『はちきんガールズ』とは審査員を務めるまんが甲子園のイベントで知り合い、それ以来応援している。「はちきんガールズはカッコイイ！」と語っている。
漫画家・ひのもとめぐるの制作する同人誌「はちきんGIRLS公認ファンブック」に、はちきんガールズをモデルにしたオリジナル作品「やっちゃる戦隊ハチキンジャー」を執筆している。

## まんが秘宝
洋泉社のムック『まんが秘宝』シリーズで以下の執筆を行っている。
- Vol.1『ぶっちぎりヒーロー道』（1997年） - ビーファイターをコミカライズした経験について語っている。
- Vol.2『つっぱりアナーキー王』（1997年） - 永井豪の『おいら女蛮』について語っている。
- Vol.3『まんがチャンピオンまつり』（1998年） - 巻頭カラーで『アイアンキング』の新作コミカライズを描いている他に、小畑しゅんじの『キャプテンウルトラ』、今道英治の『グレートマジンガー』について語っている。

## その他の活動
- ラジオ番組『島本和彦のマンガチックにいこう!』第99回（2003年8月23日）「漫画家交遊録」にて島本によるインタビュー（録音）が放送される。